# Pseudoloxoconcha
Pseudoloxoconcha is een geslacht van kreeftachtigen uit de klasse van de Ostracoda (mosselkreeftjes).

## Soort
- Pseudoloxoconcha minima Mueller, 1894